# 대전석봉초등학교
대전석봉초등학교는 대한민국 대전광역시 대덕구에 있는 공립 초등학교이다.

## 학교 연혁
- 1997. 03. 01. 대전석봉초등학교 개교(16학급 편성)
- 1997. 09. 01. 컴퓨터실, 어학실 설비
- 1999. 03. 01. 19학급 인가(특수학급 1학급 신설)
- 1999. 03. 01. 열린교육 시범학교 운영
- 2002. 03. 01. NEIS 시범학교 운영
- 2006. 03. 01. 17학급 인가(1학급 감축)
- 2007. 03. 01. 16학급 인가(1학급 감축)
- 2008. 03. 01. 16학급 인가(특수학급 1)
- 2008. 03. 01. 대전광역시교육청지정 안전교육시범학교 운영
- 2009. 03. 01. 15학급 인가(1학급 감축)
- 2011. 03. 01. 대전광역시교육청지정 교육과정 선도학교 운영
- 2012. 02. 15. 제15회 졸업 66명(총 졸업생 수 1,238명)
- 2012. 03. 01. 16학급 인가(특수학급 1)
- 2013. 02. 15. 제16회 졸업 52명(총 졸업생 수 1,290명)
- 2013. 03. 01. 15학급 인가(특수학급 1)
- 2014. 02. 13. 제17회 졸업 63명(총 졸업생수 1,353명)
- 2014. 03. 01. 13학급 인가(2학급 감축)
- 2015. 02. 13. 제18회 졸업 42명(총 졸업생수 1,395명)
- 2015. 03. 01. 13학급 인가(특수학급 1)
- 2015. 03. 01. 대전광역시교육청지정 독서교육 연구학교 운영(2년)

## 참고 자료
- 대전석봉초등학교 - 한국교육학술정보원 학교알리미